# Fausto Simonetti
Fausto Simonetti (Palmiano, 20 febbraio 1921 – Ascoli Piceno, 6 giugno 1944) è stato un partigiano italiano.
Medaglia d'oro al valor militare.

## Biografia
Arruolatosi nel 1939 in aeronautica come aiutante sanitario, durante la guerra Simonetti fu mobilitato sul Fronte occidentale e in Libia. Rientrato in Italia nel febbraio del 1943, al momento dell'armistizio si trovava con il suo reparto in provincia di Foggia. 
Decise di tornare ad Ascoli ed entrò nella resistenza, aggregandosi ad una formazione composta in gran parte da militari sbandati che operava a ridosso della città. Il 3 ottobre la compagnia affrontò delle truppe tedesche a Colle San Marco. Nello scontro caddero venticinque partigiani, quattro furono feriti e sessanta furono fatti prigionieri. Simonetti, riuscì a sottrarsi alla cattura e continuò a essere tra gli organizzatori della resistenza locale, curando il collegamento del Comando dell'VIII Armata alleata con le basi delle Marche e dell'Abruzzo. 
Nel giugno del 1944 il giovane aviere per delazione cadde in un'imboscata, come è ricordato nella motivazione della Medaglia d'oro.
Catturato e sottoposto a minacce e torture non rivelò nulla dei dislocamenti e l'organizzazione delle forze partigiane della zona. Esasperati dal silenzio, i suoi aguzzini lo fucilarono finendolo a colpi di calcio di fucile. A Fausto Simonetti sono state intitolate una strada di Porto San Giorgio e una piazza di Ascoli Piceno.